# Tańcz, laleczko, dana, dana!
Tańcz, laleczko, dana, dana! (duń. Dandse, dandse Dukke min!, współ. duń. Danse, danse, dukke min!) – baśń literacka autorstwa Hansa Christiana Andersena, wydana po raz pierwszy w listopadzie 1871 roku.

## Publikacja
Andersenowska baśń literacka Tańcz, laleczko, dana, dana! została po raz pierwszy opublikowana pod tytułem Piosenka dla lalek (duń. Sangen til Dukkerne) 15 listopada 1871 roku w Kopenhadze, na łamach czasopisma dla dzieci „Illustreret Børneblad”. Pierwsza zwrotka, niepodpisana, zatytułowana Moja lalka (duń. Min Dukke) ukazała się drukiem już wcześniej w lipcu 1857 roku w Kalendarzu Ludowym (duń. Folkekalender). Baśń została wznowiona dwukrotnie za życia pisarza: w marcu 1872 oraz w grudniu 1874 roku. W katalogu dzieł Hansa Christiana Andersena autorstwa B.F. Nielsena baśń opatrzona jest numerem 1012.
W utworze fragmenty prozą stanowią ramę do poezji, do tekstu dziecięcej piosenki.
Istnieją przekłady baśni na języki: niemiecki, angielski, hiszpański, niderlandzki. W 2006 roku  Bogusława Sochańska opublikowała pierwsze polskie tłumaczenie utworu z języka duńskiego.

## Fabuła
Streszczenia dokonano na podstawie wersji duńskiej z 1872 roku.
Do domu przychodzi student, który udziela lekcji braciom małej Amalie. Przy okazji rozmawia z bawiącą się lalkami dziewczynką. Amalie uważa, że rozmowy ze studentem są zabawne, chociaż ciocia Malle twierdzi, że student nie umie obchodzić się z dziećmi i mówi do nich rzeczy zbyt trudne. Dziewczynka uczy się od studenta piosenki „Tańcz, tańcz, moja laleczko!” i śpiewa ją swoim trzem lalkom, wśród których są dwie nowe oraz jedna stara: Lise.
Piosenka opowiada o tańczących lalkach: Laleczka tańczy i wygląda bardzo elegancko, a jej towarzysz ma kapelusz, rękawiczki, białe spodnie i niebieski frak. Kawaler i panna są oboje dobrze ubrani. Lalka ma odcisk na dużym palcu. Do zabawy dołącza stara lalka Lise, która jest z zeszłego roku, ale wygląda jak nowa, bo ma nowe włosy z lnu i nasmarowano jej czoło masłem. Stara lalka znów wygląda jak nowa i zostaje zaproszona do wspólnego tańca. Wszystkie trzy lalki tańczą razem, co jest tak piękne, że warto na to patrzeć. Lalki wykonują poprawne kroki taneczne, trzymają się prosto, obracają się i kłaniają, co sprawia, że wyglądają uroczo, są jak malowane.
Lalki, mała Amalie i student doskonale wiedzą, o czym jest ta piosenka, tylko ciotka Malle, uważa że jest za trudna. Ciotka Malle uważa, że to dziecinada. Nie przeszkadza to jednak dziewczynce śpiewać zabawną piosenkę.